# Acalolepta sericea
Acalolepta sericea är en skalbaggsart som först beskrevs av Stefan von Breuning 1935.  Acalolepta sericea ingår i släktet Acalolepta och familjen långhorningar. Inga underarter finns listade i Catalogue of Life.